# Язовци
Язовците (Meles) са род хищни бозайници от семейство Порови (Mustelidae).

## Класификация
Родът съдържа три живи вида:
- Вид Европейски язовец (Meles meles)
- Вид Азиатски язовец (Meles leucurus)
- Вид Японски язовец (Meles anakuma)
- Вид †Meles thorali